# Galatea (hold)
A Galatea a Neptunusz negyedik holdja; a bolygótól mért távolsága 62 000 km. Átlagos átmérője 158 km. Tömegét nem ismerjük. 1989-ben fedezte fel a Voyager–2.

## Fizikai tulajdonságai
- Méretei: 204 × 184 × 144 km (±~10 km)

## Pályája
A Neptunusz szinkronpályáján belül kering, és lassan közelít a bolygó felszíne felé a gravitációs árapály fékező hatása miatt.
Végül vagy be fog csapódni a bolygó felszínébe, vagy ha túlhalad a Roche-határon, akkor szétesik és törmelékgyűrűt alkot körülötte.

## Neve
Nevét Galateia görög tengeri istennő, életre keltett szobor után kapta.